# NSB Di 4
De Di 4 is een locomotief met dieselelektrische aandrijving voor het personenvervoer van de Norges Statsbaner (NSB).

## Constructie en techniek
De locomotieven werden ontwikkeld en gebouwd door Henschel-Werke in Kassel en Brown, Boveri & Cie (BBC). De techniek stamt uit de jaren zestig en betreft een doorontwikkeling van de door Henschel-Werke en BBC ontwikkelde proeflocomotieven van het type DE 2500 met draaistroomtechnologie en driefasige asynchrone motoren.
De locomotief heeft een stalen frame. De tractie installatie bestaat uit een dieselmotor gekoppeld aan een draaistroom dynamo. Op de draaistellen wordt elke as door een driefasige asynchrone motor aangedreven. De techniek van deze locomotieven is gelijk aan de locomotieven serie ME van de Danske Statsbaner (DSB).
De locomotieven konden in treinschakeling rijden met locomotieven van de serie Di 3.

## Geschiedenis
De locomotieven kregen bij de NSB de nummers 4.651 - 4.655 en werden vanaf 1981 ingezet op niet geëlektrificeerde trajecten. Met name op de Nordlandsbanen tussen Bodø en Trondheim, daar de andere ongeëlektrificeerde trajecten hoofdzakelijk worden geëxploiteerd met treinstellen van de typen BM 92 en BM 93. Eind jaren negentig zou de serie Di 4 worden vervangen door de nieuwe serie Di 6, maar die serie bleek een mislukking.

## Overzicht
| Fabrieksnummer | Nummer | UIC nummer              | Opmerkingen |
| -------------- | ------ | ----------------------- | ----------- |
| 32436          | 4.651  | 92 76 03 04 651-1 N-NSB |             |
| 32437          | 4.652  | 92 76 03 04 652-9 N-NSB |             |
| 32438          | 4.653  | 92 76 03 04 653-7 N-NSB |             |
| 32439          | 4.654  | 92 76 03 04 654-5 N-NSB |             |
| 32440          | 4.655  | 92 76 03 04 655-2 N-NSB |             |